# Alexandros Kantakouzinos
Alexandros Kantakouzinos (in greco Αλέξανδρος Καντακουζηνός?), noto anche come Alexandru Cantacuzino-Deleanu o Alessandro Cantacuzino sr., (Iași, 1787 – Atene, 1841) è stato un rivoluzionario, politico e nobile greco-romeno.

## Biografia
Alexandros Kantakouzinos nacque a Iași, nel principato di Moldavia, figlio minore del boiardo Matei Cantacuzino-Deleanu (c. 1750 – c. 1817), giustiziere di Moldavia e consigliere di stato dell'Impero russo, e di sua moglie, la principessa Ralou ('Rhalouka', 'Ralitza') Callimachi (1763–1837). Matei Cantacuzino apparteneva alla nobile famiglia fanariota dei Cantacuzino che da tempo si era insediata nei principati danubiani.
Alexandros Kantakouzinos nacque negli anni della guerra russo-turca del 1787-1792, durante la quale la Russia aveva occupato parte dei principati danubiani mantenendoli per diversi anni. Nel 1791, Matei Cantacuzino si pose al servizio della Russia e Alexandros divenne ciambellano dello zar. Ancora giovanissimo sposò la nobile ucraina Elisabeta Darahan, pronipote di Kirill Grigor'evič Razumovskij, ultimo hetman dell'Ucraina, ultimo sovrano dei cosacchi Zoporozhian. Il fratello di Alexandros, Grigori, divenne colonnello dell'esercito russo e morì nella battaglia di Borodino del 1812.
Nel 1812, dopo l'ennesima guerra russo-turca, la Moldavia orientale venne annessa all'Impero russo e il padre di Alexandros decise di fare ritorno nelle terre d'origine della sua famiglia. Nel 1821, assieme al fratello Gheorghe (1786–1857), Alexandros si unì alle forze di Alexandros Ypsilantis, capo della società segreta Filikí Etería, con la quale attraversò il fiume Pruth e lanciò una rivolta anti-ottomana nella regione. La rivolta dei principati danubiani venne schiacciata poco dopo, ma Ypsilantis inviò il fratello minore Dimitrios assieme ad Alexandros Kantakouzinos nel Peloponneso in Grecia, dove i due fecero scoppiare una rivolta parallela che scoppiò a marzo di quello stesso anno.
Kantakouzinos prese parte alla cattura di Monemvasia ed all'assedio di Tripolitsa, ma nel 1822 preferì schierarsi col rivale di Ypsilantis, il fanariota Alexandros Mavrokordatos. Lasciò la Grecia e si insediò quindi a Dresda, in Sassonia. Tornò in Grecia nel 1829, dopo che il conte Ioannis Kapodistrias ne divenne governatore. Quando l'indipendenza greca venne internazionalmente riconosciuta, iniziò ad acquistare vaste proprietà terriere in Attica, in particolare dal mufti di Atene e da Omer Pasha di Karystos, compresa la vasta tenuta di Tatoi (luogo della futura residenza estiva dei re di Grecia).
Alexandros Kantakouzinos morì nel 1841 ad Atene

## Figli
- Elpis (Nadine) Kantakouzini, (p. del 1820 – 7 gennaio 1883), erede di alcuni beni del padre come Tatoi, nel 1834 sposò il generale fanariota Skarlatos Soutzos (1808–1887), e fu madre della scrittrice Elisa Soutzos (1837-1887) e di Dimitrios Soutzos (1846-1904), sindaco di Atene (1879-1887);
- Helene Kantakouzini (1819–1845) moglie del conte Maurice O'Donnell di Tyrconnell;
- Matthaios Kantakouzinos (1809–1842);
- Mikael Kantakouzenos (1812–1881), maresciallo della nobiltà di Bessarabia, ufficiale dell'esercito greco e russo e politico rumeno, sposò la contessa Louise Armansperg (c. 1817–1835), figlia primogenita del conte Josef Ludwig von Armansperg, primo ministro greco;
- Alexandru Cantacuzino (1813–1884), autore e avvocato a Bucharest e ministro degli esteri rumeno;
- Dimitrios Kantakouzinos (1817–1877), ufficiale greco e marito della contessa Sophia Armansperg, erede di Loham, sorella della sovramenzionata Louise.

## Onorificenze
| Controllo di autorità | VIAF (EN) 6843147425866145040000 · LCCN (EN) n2016048109 |